# Tallers Caba
Els Tallers Caba és una obra de Vilanova i la Geltrú (Garraf) inclosa a l'Inventari del Patrimoni Arquitectònic de Catalunya.

## Descripció
Construcció de planta rectangular i coberta de teula a dues vessants. La façana principal dona al c/ de Codonyar i presenta una composició simètrica. A la part baixa hi ha, centrada, la porta d'accés allindada, i obertures esglaonades a cada banda. La part superior d'aquesta façana és ocupada paer una finestra triple amb el bastiment i els mainells divisoris de maó vist. Aquest material és emprat també a l'acabament de la façana, on el capcer esglaonat és recorregut per una filera de maó, i en la resta de motius ornamentals, que es complementen amb la utilització de la ceràmica.

## Història
Encara que no s'ha localitzat documentació que permeti fixar amb exactitud la cronologia d'aquest edifici, les seves característiques formals, que l'inclouen dins el modernisme, permeten suposar que la seva construcció es realitzà durant els primers anys del segle xx. Es tractaria, doncs, d'un dels escassos exemples d'arquitectura industrial modernista a Vilanova i la Geltrú.